# Бильхильда Альтмюнстерская
Бильхильда Альтмюнстерская (Билихильда; лат. Bilhild, нем. Bilihild; около 655, Файтсхёххайм — 27 ноября 734, Майнц) — сначала супруга одного из правителей Вюрцбургского герцогства (населённых тюрингами областей Франконии) VII—VIII веков, затем основательница и первая аббатиса Альтмюнстерского монастыря; почитаемая в Католической церкви святая (день памяти — 27 ноября).

## Биография
Основные нарративные источники о Бильхильде Альтмюнстерской — посвящённые ей средневековые агиографические сочинения. Из них наиболее раннее житие Бильхильды датируется 1060 или 1062 годом, а наиболее пространное — XIV или XV веком. Установлено, что часть содержащихся в этих источниках сведений ошибочны, возможно, из-за того, что они были записаны значительно позже жизни Бильхильды на основе церковных преданий, а не современных святой документов. В качестве образца для композиции своих сочинений авторы житий Бильхильды использовали более ранние агиографические труды (например, жизнеописания святой Радегунды и Килиана).
Бильхильда родилась около 655 года в селении Файтсхёххайм (современная Бавария) в семье франкского графа Иберина и Матильды, близких родственников Меровингов. Её сёстрами были Хильдегарда и Регинхильда, а дядей — епископ Майнца Ригиберт.
Хотя Бильхильда с детства воспитывалась в христианских традициях, в различных житиях сообщаются противоречивые свидетельства о том, была ли она уже тогда крещена. По одной из версий, этого не произошло из-за вторжения язычников-«гуннов», изгнавших из родных мест Бильхильды всех христианских священников. Тем не менее, так как ей тогда было всего три года, Бильхильда бо́льшую часть своей жизни была уверена, что была крещена ещё ребёнком.
Хотя Бильхильда собиралась стать монахиней, около 672 года она была выдана замуж за правителя тюрингов, язычника Хедена (лат. «dux militum gentilis… vocabulo Hetan»), резиденция которого находилась в Вюрцбурге. О том, кто был мужем Бильхильды, имеются разные мнения. Скорее всего, им был погибший в 687 году герцог Хеден I. Однако им мог быть и живший на рубеже VII—VIII веков Хеден II или какой-нибудь другой представитель правившего во Франконии и Тюрингии рода Хеденинов. В одном из житий указывается, что Бильхильда вступила в брак по принуждению своих родителей; в другом, что она любила мужа и неоднократно пыталась приобщить того к христианству, но приверженность герцога к язычеству навсегда отвратила святую от супруга.
Однажды, когда герцог Хеден отправился в поход, уже беременная Бильхильда бежала от него к своему дяде Ригиберту в Майнц. Здесь она родила сына, который вскоре умер. По одним свидетельствам, после смерти ребёнка Бильхильда возвратилась к мужу и даже обратила того в христианство. По другим данным, герцог Хеден уже погиб к тому времени в сражении, а Бильхильда до конца жизни так и прожила в Майнце. Здесь она между 691/694 и 700/720 годами на оставшиеся у неё от родителей средства основала женский монастырь Альтмюнстер и стала в нём аббатисой.
По одному преданию, незадолго до смерти Бильхильды у насельниц её обители возникли сомнения, была ли та в своё время миропомазана. Только благодаря божественному откровению одной из них Бильхильда была признана невиновной в своём некрещении. Проведённый же сразу после этого обряд конфирмации позволил считать Бильхильду истинной христианкой, и, таким образом, имевшей законное право быть настоятельницей монастыря. Умерла Бильхильда 27 ноября 734 года. Она была похоронена в основанной ею обители. В житиях сообщается, что по молитвам к Бильхильде происходили многочисленные чудеса, и что уже вскоре после смерти она стала почитаться жителями Майнца как святая.
Первые достоверные свидетельства о культе святой Бильхильды Альтмюнстерской датируются приблизительно 1000 годом. Особенно широко её почитание было распространено в XVIII веке. В настоящее время реликвии святой находятся в Майнском соборе. В 1991 году было проведено научное исследование её честной главы, в результате которого была подтверждена её возможная принадлежность Бильхильде. Атрибутами Бильхильды Альтмюнстерской являются одеяние аббатисы и макет основанного ею монастыря. В Католической церкви её почитают святой покровительницей больных. Бильхильду Альтмюнстерскую поминают 27 ноября в день её смерти.